# Dineutus nigrior
Dineutus nigrior är en skalbaggsart som beskrevs av Roberts. Dineutus nigrior ingår i släktet Dineutus och familjen virvelbaggar. Inga underarter finns listade i Catalogue of Life.